# Harvest Moon: Magical Melody
Harvest Moon: Magical Melody (牧場物語 しあわせの詩 for ワールド, Bokujō Monogatari: Shiawase no Uta for Wārudo, literalmente "Farm Story: Song/Poem of Happiness for World") é um jogo de simulação social para Nintendo GameCube desenvolvido pela Marvelous Interactive Inc.. É uma versão atualizada de Bokujō Monogatari: Shiawase no Uta (牧場物語 しあわせの詩), que foi lançado apenas no Japão. A versão atualizada para GameCube foi lançada em 28 de Março de 2006 nos Estados Unidos pela Natsume. A Rising Star Games desenvolveu, para o lançamento europeu, uma versão para Wii que foi liberada em 14 de Março de 2008. Na versão para Wii são usados os movimentos-sensíveis do controle para ações como a pesca e a mineração, mas nessa versão é removida a opção de controlar a personagem feminina.